# エンケ・ハーン
エンケ・ハーン（モンゴル語：Энх хаан、ᠡᠩᠬᠡ
ᠬᠠᠭᠠᠨ、? - 1394年）は、モンゴル帝国の第19代（北元としては第5代）皇帝（ハーン）（在位：1391年 - 1394年）。イェスデルの長男。

## 生涯
1391年、父のイェスデル（ジョリグト・ハーン）が亡くなり、子のエンケが後を継ぎ、ハーンとなった。
1394年、エンケ・ハーンが亡くなり、エルベクが後を継ぎハーンとなった。

## 『蒙古源流』におけるエンケ・ジョリグト・ハーン
『蒙古源流』には天元帝トクズ・テムル・ウスハル・ハーンが戊辰の年（1388年）に亡くなった後、「その息子たち」としてエンケ・ジョリグト・ハーン、エルベク・ニグレスクイ・ハーン、ハルグチュク・ドゥーレン・テムル・ホンタイジの名が挙げられ、エンケ・ジョリグト・ハーンは己亥の年（1359年）に生まれ、己巳の年（1389年）に帝位につき、壬申の年（1392年）に亡くなったとし、イェスデルの名が出てこない。一方、『アルタン・トブチ』ではジョリグト・ハーンとエンケ・ハーンの2人が登場し、ウスハル・ハーン（天元帝トグス・テムル）が1388年に亡くなった後、ジョリグト・ハーンが1388年から1391年まで、エンケ・ハーンが1391年から1394年まで帝位にあり、その後エルベク・ハーンが帝位についたとある。一般的にこのジョリグト・ハーンをイェスデルとし、ニザーム・アル・ディーン・シャーミー『ザファル・ナーマ』で立証されたように、エンケ・ハーンはイェスデルの子とされる。